# Carl Schurz
Carl Schurz, född 2 mars 1829 i Liblar (numera stadsdel i Erftstadt), död 14 maj 1906 i New York, var en tysk-amerikansk politiker, general, diplomat, journalist och revolutionär. Han deltog i revolutionsrörelsen i Baden under revolutionsåren 1848–1849 och flydde sedan till USA. Han representerade delstaten Missouri i USA:s senat 1869–1875. Han tjänstgjorde som USA:s inrikesminister 1877–1881.
Schurz gick i skola i Köln. Han studerade vid Bonns universitet. Efter att ha deltagit i revolutionsrörelsen 1848–1849 flydde han till USA och hörde till den grupp emigranter som kallades Forty-Eighters. Begreppet fungerar som samlingsbegrepp för tyska, tjeckiska, ungerska och andra revolutionärer av 1848 som flydde till USA, Kanada och Australien.
Schurz flyttade 1855 till Wisconsin. Han studerade juridik och inledde sin karriär som advokat i Milwaukee. Han var chef för USA:s diplomatiska beskickning i Spanien 1861–1862. Han deltog i amerikanska inbördeskriget och befordrades till generalmajor i nordstatsarmén. Efter kriget arbetade han som redaktör på den tyska tidningen Westliche Post i Saint Louis. Han anställde Joseph Pulitzer som en av sina medarbetare.
Schurz efterträdde 1869 John B. Henderson som senator för Missouri. Han grundade Liberal Republican Party och var en anhängare av guvernör B. Gratz Brown. Han återgick till republikanerna efter det kortvariga partiets nedgång. Schurz efterträddes 1875 som senator av Francis Cockrell.
Schurz stödde Rutherford B. Hayes i presidentvalet i USA 1876. Hayes utnämnde honom till inrikesminister. Efter fyra år i USA:s regering flyttade han till New York och arbetade som New York Evening Posts (numera New York Post) chefredaktör.
Carl Schurz Park i New York fick år 1910 sitt namn efter Carl Schurz. År 1913 restes Schurzstatyn av skulptören Karl Bitter i hörnet av Morningside Drive och 116th Street i New York. Orten Schurz i Nevada har fått sitt namn efter Carl Schurz.